# Владимир Вуловић
Владимир Вуловић (Лозница, 1976) српски је економиста, туристички радник, хроничар и промотер вредности Бање Ковиљаче и околине.

## Биографија
Рођен 20. фебруара 1976. године у Лозници. Одрастао и живи у Бањи Ковиљачи, где је завршио основну школу. Средњу школу завршава у Лозници. Дипломирао на Економском факултету за пословну економију и предузетништво, где је и одбранио мастер рад на тему „Улога и значај туристичко информативног центра у савременом пословању”. Осим дипломе мастер економисте поседује лиценцу туристичког водича са верификованим знањем енглеског и шпанског језика.
Ожењен је супругом Иваном и има троје деце: Нађу, Вању и Анастасију.
Оснивач је и власник Туристичког центра Бања Ковиљача у оквиру кога домаћи и страни туристи могу резервисати приватни апартмански смештај у овом месту, посетити значајне туристичке дестинације у Подрињу и читавој Србији, упознати се са културно историјским наслеђем и природним лепотама Бање Ковиљаче, Тршића, манастира Троноше, Гучева, Цера, Дрине, Рађевине и осталих подручја.
Аутор је програмског обиласка Бање Ковиљаче под називом „Шетња стазама српских краљева”, где се домаћи и страни туристи у једночасовној шетњи централним парковским комплексом упознају са историјом и краљевском традицијом Бање Ковиљаче, занимљивостима, причама и анегдотама из најсјајнијег периода овога места.
Покретач је акције за спас „Кур салона”, јединственог архитектонског здања и симбола Бање Ковиљаче који је био пред самоурушавањем 2016. године. Резултат акције је обезбеђивање значајних материјалних средстава од стране Републике Србије за комплетну реконструкцију овога здања.